# Szántó Éva (nyelvész)
Szántó Éva (Csehszlovákia, 1921 – 1965. május 23. előtt) nyelvész.

## Szülei
Szántó Judit (születési neve Ludmann Júlia, 1903–1963) és Hidas Antal (valódi nevén Szántó Gyula, 1899–1980) lányaként született 1921-ben Csehszlovákiában, ahová szülei a Tanácsköztársaság bukása után, 1920-ban  emigráltak. Hidasék 1922. október 1-jén Kassán házasodtak össze, de 1924 júniusában már különéltek egymástól, bár a hivatalos válást csak 1925. március 10-én mondták ki.

## Gyerek és ifjúkora: Kassa, Budapest, Moszkva
Szülei válása után Kassáról Budapestre, apai nagyszüleihez került. Apja, Hidas Antal a Kommunisták Magyarországi Pártjának tagja volt, 1926-ban emigrált a Szovjetunióba, ahol újranősült, Kun Ágnest, Kun Béla lányát vette feleségül, és íróként, költőként aktívan részt vett a moszkvai magyar kommunista emigránsok életében. Ugyancsak 1926-ban volt felesége, Szántó Judit megismerkedett József Attilával, akivel aztán évekig együtt élt. A moszkvai Sarló és Kalapács 1931. júniusi számában megjelent a Moszkvai Proletárírók Szövetsége Magyar csoportjának megbízásából közzétett Platformtervezet, amely azt állítja József Attiláról, hogy „a fasizmus táborában keresi a kivezető utat”. Ezt az állítást Hidas Antalnak tulajdonítják, aki maga is költő lévén féltékeny lehetett az elvált feleségével együtt élő József Attilára. Leánya, Szántó Éva 1936-ban került ki a Szovjetunióba.A Kun Béla ellen 1938-ban indított perben Hidas Antalt is elítélték, és csak 1944-ben szabadult. Az apa börtönévei alatt Szántó Éva különböző állami gyermekotthonokban nevelkedett.

## Hazatérése 1959-ben
Hidas Antal 1959-ben kapott engedélyt a Magyarországra való visszatérésre. A Párttól a Rózsadombon emeletes villát, majd Kossuth-díjat kapott. Lánya is ebben az évben, már a nyelvtudományok kandidátusaként tért vissza, és a Nyelvtudományi Intézet munkatársa lett. Az anyjához, Szántó Judithoz költözött, akivel együtt élt annak 1963-ban rákban bekövetkezett haláláig. Szántó Juditot a Munkásmozgalmi Panteonban József Attila sírjába temették, a síron „József Attila és harcostársa, Szántó Judit” felirattal. József Attilát még 1959-ben, a Panteon elkészültekor telepítették át családja megkérdezése nélkül az eredeti 35-ös parcellából, a „mama”, Pőcze Borbála mellől a Panteonba, Rajk László sírja közelébe. A sírt a Főváros díszsírhelyként adományozta Attilának, miután felhozták Balatonszárszóról az 1942-es második temetésére. Attila anyját, Pőcze Borbálát a lánya, József Etelka 1955-ben temettette Attila mellé. József Attila csak 1994-ben került vissza eredeti sírjába, a „mama” mellé, ahol ma már testvérei, Jolán és Etelka is el vannak temetve. Szántó Judit sírja maradt a Panteonban egy új felirattal egy új vörös márványtömbön, amit a temető akkori igazgatónője a Panteon leendő lakói számára raktáron tárolt készletből utalt ki. 
Anyja halála után Szántó Éva – bár volt egy boldogtalan kapcsolata Horváth Mártonnal – magára maradt. Labilis, gyenge idegzete egyik válságból a másikba, végül 1965-ben öngyilkosságba sodorta. Apja, Hidas Antal, a Vörös Csepel dal költője ugyancsak a Kerepesi úti temetőben, a 42/1-A-3 parcellában van eltemetve.

## Publikációi
- A fonológiai kutatások újabb eredményei a Szovjetunióban, Nyelvtudományi Közlemények 62., (1960)[6]
- Szovjet nyelvészek a matematikai, matematikai-statisztikai módszerek alkalmazásáról és a strukturalizmusról, Magyar Nyelvőr, 1961.[7]
- A magyar mássalhangzó-hasonulás vizsgálata fonológiai aspektusban, Magyar Nyelv, 1962.[8]
- Néhány vitatott kérdés a fonéma meghatározásában. Nyelvtudományi Közlemények 65. 445—52 (1963)[9]
- Megjegyzések egy, a beszédtagolással foglalkozó  elmélethez, Nyelvtudományi Közlemények 66., 1964.[10]
- A beszédfelismerés egyik modelljéről. Pszichológiai Szemle 21. 1 (1964).[11]
- A modern szovjet fonológia néhány kérdése (1965)[12]